# Wapen van Stramproy

Wapen van Stramproy

Het wapen van Stramproy bestaat uit het gedeelde schild van de voormalige gemeente Stramproy met daarop de combinatie van de beschermheilige Willibrordus van Stramproy en het wapen van Thorn. De beschrijving luidt:
"Rechts van keel, beladen met een kasteel met drie torens van zilver, geopend van het veld, elke toren overtopt door een windvaan van goud; links van zilver, beladen met den H.Willebrordus, gedekt met den mijter, afgezet met goud, gekleed in bisschoppelijk gewaad, waaroverheen een misgewaad (planeta) van keel, afgezet met goud, gelaat en handen van natuurlijke kleur, houdende in de linkerhand een gouden kruisstaf en in de rechter een kerkje van natuurlijke kleur."

## Geschiedenis
Op een parochiestempel staat Willibrordus als bisschop met een kerkmodel en aan zijn voeten een kruik en een wapen met de rijksadelaar. Het randschrift luidt: "SIGum ECCLae PARis S. WILLIBRORDI IN STRAMPROY." Tijdens de wapenaanvraag in 1894 was het de wens van het gemeentebestuur om in het eerste deel een rijksadelaar, in het tweede deel Willibrordus. De Hoge Raad van Adel had bezwaar tegen de adelaar, omdat Stramproy geen deel was geweest van het Abdijvorstendom Thorn maar een bezit. De Hoge Raad adviseerde het kasteelwapen van Thorn te gebruiken, de heilige zou dan in het eerste deel moeten staan. De ontwerper heeft waarschijnlijk het wapen van het (destijds) gelijknamige Thorn in Pruisen voor het wapen van Thorn aangezien, waardoor er feitelijk een wapen werd overgenomen. De gemeente nam het advies van de Hoge Raad over, op 29 juni 1894 werd het wapen aan de gemeente verleend. In 1998 werd de gemeente toegevoegd aan Weert. Er werden geen elementen van het wapen van Stramproy overgenomen in het wapen van Weert.